# مریزو
مریزو (به انگلیسی: Merizo, Guam) یک روستا در کشور گوآم است.

## خصوصیات
مریزو ۱٬۸۵۰ نفر جمعیت دارد.

## نگارخانه

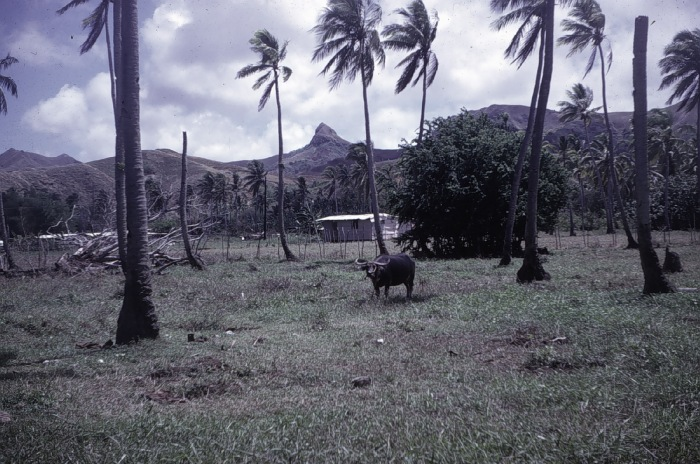
مریزو